# Raphael Maier
Raphael Maier (Innsbruck, 9 augustus 1992) is een Oostenrijks skeletonracer. Hij vertegenwoordigde zijn vaderland op de Olympische Winterspelen van 2014 in Sotsji.

## Carrière
Maier maakte zijn wereldbekerdebuut in Igls op 15 januari 2011 waar hij op de drieëntwintigste plaats eindigde. Hij won nog geen wereldbekerwedstrijd.
In 2014 maakte hij zijn Olympisch debuut. Hij eindigde op de negentiende plaats. Eerder dat jaar had Maier de bronzen medaille op het wereldkampioenschap voor junioren gewonnen.

## Resultaten

### Olympische Spelen
| Jaar | Plaats | Resultaat |
| ---- | ------ | --------- |
| 2014 | Sotsji | 19e       |

### Wereldkampioenschappen
| Jaar | Plaats       | Resultaat               |
| ---- | ------------ | ----------------------- |
| 2012 | Lake Placid  | 26e                     |
| 2013 | Sankt Moritz | 13e 11e Landenwedstrijd |
| 2015 | Winterberg   | 18e                     |

### Wereldbeker
Eindklasseringen
| Seizoen   | Rang |
| --------- | ---- |
| 2010/2011 | 27e  |
| 2011/2012 | 15e  |
| 2012/2013 | 20e  |
| 2013/2014 | 17e  |
| 2014/2015 | 16e  |
| 2015/2016 | 28e  |